# Estación de esquí de El Morredero
El Morredero fue una  estación de esquí que estaba situada en los Montes Aquilianos de la comarca de El Bierzo, en la provincia de León, comunidad autónoma de Castilla y León, España. Desde 2008 se encontraba inoperativa al estropearse los remontes y en 2020 el Ayuntamiento de Ponferrada, al cual pertenece, anunció su decisión de desmontar completamente la estación.

## Descripción
Situada en la carretera LE-5228, cerca de la localidad leonesa de Ponferrada y en su término municipal (correspondiendo esta a las aldeas de Peñalba de Santiago y Bouzas), comprendía una pequeña porción de terreno de tan solo 4 kilómetros constituida por dos pistas esquiables con telecinta.
Tanto la estación de esquí como el Alto del Morredero tuvieron un auge de popularidad en el verano de 1997 al terminar en ella una etapa de la Vuelta Ciclista a España.